# Нобелій
Нобелій (No, лат. Nobelium) — штучно отриманий хімічний елемент групи актиноїдів з атомним номером 102. Має 19 ізотопів (2 — ще не добуті), найбільш довгоживучий з яких 259No має період напіврозпаду 58 хвилин.
Електронна конфігурація [Rn]5f147s2; період 7, f-блок(актиноїд). 255No (3 хвилини) утворюється при бомбардуванні кюрія ядрами вуглецю 12С або 13С. Ступені окиснення +2 (стабільніший) і +3
Проста речовина — нобелій. Сам метал не добутий, твердих сполук не одержано.

## Історія
Першою про відкриття 102-го елемента заявила в 1957 році група вчених, які працювали в Стокгольмі (Швеція). Вони ж і запропонували назвати елемент «нобелій» в честь Альфреда Нобеля. Проте пізніше ці дані не були підтверджені роботами інших лабораторій. 102-й елемент був вперше отриманий в ході експериментів на прискорювачі Об'єднаного інституту ядерних досліджень в Дубні у 1963 — 1967 роках групою Г. Н. Фльорова. Незалежно від них приблизно в той же час елемент був отриманий і в Каліфорнійському університеті.

Але лише у 1968 році в Берклі було отримано близько 3000 атомів 255No з 249Cf та 12C.
{\displaystyle \mathrm {^{249}_{\ 98}Cf\ +\ _{\ 6}^{12}C\ {\xrightarrow[{-2n,\ -\alpha }]{}}\ \ _{102}^{255}No} }

У 1992 році міжнародне наукове співтовариство визнало відкриття 102-го елементу. Радянські дослідники запропонували назвати новий елемент жоліотій (Jl) на честь Фредеріка Жоліо-Кюрі, а американці дали йому ім'я нобелій (No). Обидва ці назви (Jl і No) мали використання у виданих в різні роки в періодичні таблиці елементів, поки згідно з рішенням ІЮПАК, за 102-м елементом не було закріплено назву «нобелій».

## Отримання
У різний час різні ізотопи нобелію були отримані на циклотронах в результаті бомбардування мішеней з важких елементів легкими іонами. Як мішень можуть використовуватися ізотопи урану, ряду трансуранових елементів (америцій, кюрій, ейнштейній, плутоній, каліфорній) або свинцю. Для бомбардування мішені беруться іони неону 22Ne, кисню 18O, вуглецю 12С, кальцію 48Ca і деякі інші. Нижче наведено приклад однієї ядерної реакції, що приводить до утворення ізотопу 257No:
{\displaystyle {}_{96}^{248}{\textrm {Cm}}+{}_{6}^{13}{\textrm {C}}\rightarrow {}_{102}^{257}{\textrm {No}}+4{}_{0}^{1}{\textrm {n}}.}